# Polešovice
Polešovice är en köping i Tjeckien.   Den ligger i distriktet Okres Uherské Hradiště och regionen Zlín, i den östra delen av landet, 240 km sydost om huvudstaden Prag. Polešovice ligger 227 meter över havet och antalet invånare är 1 941.
Terrängen runt Polešovice är platt åt sydost, men åt nordväst är den kuperad. Runt Polešovice är det tätbefolkat, med 257 invånare per kvadratkilometer. Närmaste större samhälle är Uherské Hradiště, 9,5 km öster om Polešovice. Trakten runt Polešovice består till största delen av jordbruksmark.